# Monte Prinzera
Il monte Prinzera è una montagna dell'Appennino settentrionale e della regione Emilia-Romagna, con un'altezza di 736 m s.l.m., rappresenta per i geologi l’unico affioramento protetto di ofioliti (brandelli di antica crosta oceanica) di tutta la regione con prevalenza di peridotiti e serpentiniti e raramente basalti. Si tratta di rocce spiccatamente basiche, povere in silicio e chimicamente ricche in ferro e magnesio che fanno risaltare l'aspra montagna con il suo caratteristico color rosso ruggine rispetto al dolce territorio collinare circostante.Dal 1990 fa parte della Riserva Naturale del monte Prinzera, istituita nel 1990 e caratterizzata da flora spontanea rara. La cima del monte è sovrastata da un ripetitore televisivo che sovrasta imponente i tornanti della strada statale della Cisa in località Piantonia. Il territorio è attraversato dal percorso appenninico della Via Francigena, da Bardone a Terenzo.
Geomorgologicamente il paesaggio è dominato dalle sommità del Monte Prinzera (736 m) e del Monte Prinzerolo (582 m).

## Habitat e specie di maggiore interesse
La flora montana è caratterizzata da habitat rocciosi e detritici nella parte sommitale del monte con formazioni erbaceo-arbustive ed ambienti rupestri dalle lande secche europee; sono invece presenti boschi di latifoglie nella parte inferiore della montagna riconducibili essenzialmente a querceti misti tipici della fascia collinare, castagneti, praterie xerofitiche e arbustate, pascoli e colture cerealicole estensive con qualche salice e pioppo.La fauna locale è caratterizzata da numerose specie di pipistrelli come il Rhinolophus ferrumequinum, il Chirottero Rinolofo maggiore, il Pipistrello di Savi e Hypsugo savii; è stato rinvenuto l'Istrice, oltre alla frequentazione sempre più assidua da parte del lupo.
Sono presenti circa 20 specie di uccelli di interesse comunitario di cui almeno 5 nidificanti; Succiacapre, Averla piccola e Ortolano sono nidificanti comuni, presenti anche specie di habitat agricoli Upupa, Rondine, ecc., così come habitat forestali Culbianco, Monachella, mentre meno frequenti sono Tottavilla, Calandro, Biancone.